# Comaroma tongjunca
Espèce
Comaroma tongjunca est une espèce d'araignées aranéomorphes de la famille des Anapidae.

## Distribution
Cette espèce est endémique du Zhejiang en Chine,. Elle se rencontre dans le xian de Tonglu.

## Description
La femelle holotype mesure 1,4 mm et le mâle paratype 1,23 mm

## Étymologie
Son nom d'espèce lui a été donné en référence au lieu de sa découverte, le mont Tongjun.

## Publication originale
- Zhang & Chen, 1994 : « A new species of the genus Comaroma in China (Araneae: Anapidae). » Journal of Hangzhou University, Natural Science, vol. 21, (Suppl.), p. 118-121.